# Иодатно-цинковый элемент
Иодатно-цинковый элемент — первичный химический источник тока, в котором анодом является цинк, катодом — иодат калия в смеси с графитом (7,5 %), а электролитом — водный раствор серной кислоты.

## Принцип работы
В основе работы элемента лежит следующая электрохимическая реакция:
{\displaystyle {\mathsf {2KIO_{3}+5Zn+6H_{2}SO_{4}=5ZnSO_{4}+I_{2}+K_{2}SO_{4}+H_{2}O.}}}
При разряде анодный материал (цинк) окисляется, а ион иодата восстанавливается до элементарного йода.

## Особенности
Элемент активируется только после заполнения электролитом, что позволяет длительно хранить его в сухом состоянии без потери характеристик.
Срок службы после активации составляет несколько дней.
Обеспечивает высокую удельную мощность и надёжность работы в широком диапазоне температур (от −35 до +40 °C).
Используется преимущественно в военной технике, аварийных устройствах и специализированных приборах, где требуется длительное хранение источника питания без саморазряда.

## Преимущества и недостатки
Преимущества:
Долговременное хранение без деградации.
Простота конструкции.
Хорошая работа при низких температурах.
Недостатки:
Ограниченный срок службы после активации.
Невозможность многократного использования (одноразовый цикл).

## Применение
Иодатно-цинковые элементы используются в системах резервного питания, аварийных радиомаяках, военной аппаратуре, некоторых типах сигнальных устройств и автономных приборах.

## Параметры
- Удельная энергоемкость: до 30 Вт·час/кг
- Удельная энергоплотность: 40 Вт·час/дм3.
- ЭДС: 1,96 Вольт.
- Рабочая температура: от −35 до +40 °C.